# ꭧ
Cette page contient des caractères spéciaux ou non latins. S’ils s’affichent mal (▯, ?, etc.), consultez la page d’aide Unicode.
Le ts crochet rétroflexe, (minuscule : ꭧ) est une lettre additionnelle de l’écriture latine qui est utilisée dans certaines notations phonétiques dérivées de l’alphabet phonétique international utilisées en sinologie.

## Représentations informatiques
Le ts crochet rétroflexe peut être représentée avec les caractères Unicode (Alphabet phonétique international) suivants :
| formes    | représentations | chaînes de caractères | points de code | descriptions                                           |
| --------- | --------------- | --------------------- | -------------- | ------------------------------------------------------ |
| minuscule | ꭧ               | ꭧ                     | U+AB67         | lettre minuscule latine digramme ts crochet rétroflexe |